# Hongqi QM7
Hongqi Guoyue (кит. 红旗国悦) или Hongqi QM7 — автобус малого класса, представленный в 2023 году подразделением Hongqi компании FAW.

## Описание
Производство автобуса Hongqi QM7 началось 27 марта 2024 года. Сборка автобуса организована в Чанчуне. Конкурентами являются Toyota Coaster и Yutong T7.
Габариты кузова автобуса Hongqi QM7 составляют 7295/2090/2785 мм, колёсная база — 3990 мм, а номинальное количество мест для сидения — 17 или 23.

Автобус оснащён 3,0-литровым турбодвигателем V6 мощностью 292 л. с. и крутящим моментом 420 Н⋅м.
- Вид сзади